# Musikverlag Dr. J. Butz
Der Musikverlag Dr. J. Butz ist ein Verlag für Vokal- und Orgelmusik mit Sitz in Bonn-Beuel.

## Verlagsgeschichte
1924 wurde der Musikverlag durch den Bonner Komponisten, Organisten und Musikwissenschaftler Josef Butz zunächst als reiner Chormusikverlag in Bad Godesberg gegründet. Bis 1940 hatte Josef Butz Erfolge mit Eigenkompositionen, die sich in Erstaufführungen bei Sängerbundwochen und Rundfunkpreisen niederschlugen. Zu Butz' Œuvre gehören unter anderem 21 Messen sowie mehr als 200 Lieder und Motetten. 1940 weigerte sich der Verlag, in die NSDAP einzutreten, woraufhin es zur Kürzung, später zur völligen Sperrung der Papierzuteilung und zum Einschmelzen der Druckplatten kam. Nach Kriegsende wurde die Verlagstätigkeit wieder aufgenommen und das Chorprogramm ständig erweitert.
1983 zog der Verlag von Bad Godesberg nach Meindorf bei Bonn um. Im Folgejahr wurde er von Josef Butz (jr.), dem Sohn des Verlagsgründers, übernommen, der insbesondere die Aufnahme auch größerer Chorwerke (z. B. Orchestermessen) und den Ausbau des Orgelmusikbereichs, zunächst mit den Schwerpunkten deutsche und französische Orgelromantik, forcierte. In den 1990er Jahren wurden weitere Programmsparten wie Sologesang, Orgel mit Soloinstrument(en), oder Orgel und Orchester eröffnet. 1999 starb Josef Butz (jr.) im 75. Jubiläumsjahr des Verlags, im Folgejahr übernahm Musikwissenschaftler und Organist Hans-Peter Bähr das Verlagsgeschäft.
Im Jahr 2000 begann die Exklusivauslieferung des französischen Verlags Éditions Publimuses für die Länder Deutschland, Österreich und Schweiz, zwei Jahre später wurde der vollständige Orgelkatalog des belgischen Verlags Éditions Chantraine, der insbesondere aufgezeichnete Improvisationen des Pariser Notre-Dame-Organisten Pierre Cochereau (1924–1984) enthält, ins eigene Verlagsprogramm eingegliedert. Ebenso wurde der komplette Buchbestand der Musikwissenschaftlichen Verlagsgesellschaft (Walcker-Stiftung) übernommen. Seit 2005 publiziert der Musikverlag Dr. J. Butz auch Bücher, darunter Festschriften bedeutender Musikerpersönlichkeiten und die Reihen "Studien zur Orgelmusik" und "Buxtehude-Studien". 2008 erfolgte der Umzug von Sankt Augustin nach Bonn-Beuel und 2010 wurde die Kinderchor-Sparte eröffnet.

## Ausrichtung
Zum primären Interessentenkreis des Butz-Verlages gehören Chorleiter und Organisten, denen er vielseitig einsetzbare Literatur für Gottesdienste, Konzerte und Unterricht bereitstellt. Das Verlagsprogramm umfasst die Bereiche geistliche und weltliche Chormusik, Sologesang, Orgelmusik vom 17. Jahrhundert bis zur Gegenwart sowie Bücher, insgesamt etwa 2.950 Titel (Stand 2023). Neben zahlreichen Erstausgaben und revidierten Neudrucken von Musik insbesondere des 18. und 19. Jahrhunderts bildet die Zusammenarbeit mit zeitgenössischen Komponisten und Bearbeitern einen Schwerpunkt des heute auch ökumenisch ausgerichteten Verlagsprogramms.
Der Butz-Verlag ist der deutsche Hauptverleger der englischen Komponisten Colin Mawby (1936–2019), Robert Jones (* 1945) und Christopher Tambling (1964–2015).